# Brendan Fehr
Brendan Jacob Joel Fehr (29. říjen 1977, New Westminster, Britská Kolumbie, Kanada) je kanadský herec, známý díky roli Michaela Guerina v seriálu Roswell a laboratorního technika Dana Coopera v Kriminálce Miami.

## Životopis
Narodil se v Britské Kolumbii, později žil ve Winnipegu v Manitobě, teď žije v Los Angeles v Kalifornii s manželkou Jennifer. Ve škole měl nejraději matematiku, rozhodoval se, zda má jít studovat ekonomiku. Nakonec si ho všiml agent modelingové agentury, brzy i castingoví agenti. Rád lyžuje, jezdí na snowboardu, hraje hokej a poslouchá Metallicu. Hrál v internetové soap opeře, do televize se dostal rolí v seriálu Breaker High. Zahrál si ve videoklipech U2 a Vanessy Carlton. V Česku může být známý hlavně díky Roswellu a Nezvratnému osudu.

## Filmografie

### Film
| Rok  | Název                        | Role                  | Poznámky |
| ---- | ---------------------------- | --------------------- | -------- |
| 1998 | Podezřelé chování            | Motor Jock            |          |
| 1998 | Hand                         | Hart                  |          |
| 2000 | Nezvratný osud               | George Waggner        |          |
| 2000 | Christina's House            | Eddy Duncan           |          |
| 2001 | Hladová noc                  | Nick                  |          |
| 2001 | Tak mě zab                   | Billy                 |          |
| 2002 | Edge of Madness              | Simon Herron          |          |
| 2002 | Long Shot                    | Danny                 |          |
| 2003 | Motorkáři                    | kaskadér              |          |
| 2003 | Nemesis Game                 | Dennis Reveni         |          |
| 2004 | Childstar                    | Chip Metzger          |          |
| 2004 | Sugar                        | Butch                 |          |
| 2005 | Dlouhý víkend                | Ed Waxman             |          |
| 2006 | Vezmi mě zpátky              | Paul                  |          |
| 2007 | The Fifth Patient            | Vince Callow          |          |
| 2008 | The Other Side of the Tracks | Josh Stevens          |          |
| 2010 | Fort McCoy                   | seržant Dominic Rossi |          |
| 2011 | X-Men: První třída           | komunikační úředník   |          |
| 2012 | Silent Night                 | Jordan                |          |
| 2012 | Roswell FM                   | Jay Rathbone          |          |
| 2013 | Only I                       | Orion Smith           |          |
| 2013 | 13 Eerie                     | Daniel                |          |
| 2014 | Strážci Galaxie              | partner Rhomann Dey   |          |

### Televize
| Rok       | Název                           | Role                          | Poznámky                           |
| --------- | ------------------------------- | ----------------------------- | ---------------------------------- |
| 1997      | Zámořská střední                | Price Montague                | díl: „Tamara Has Two Faces“        |
| 1998      | Spojení se smrtí                | Alan                          | TV film                            |
| 1998      | Dokonalí andílkové              | Mitch Furress                 | TV film                            |
| 1998      | NightMan                        | Eric                          | díl: „It Came from Out of the Sky“ |
| 1998–1999 | Milénium                        | Nick Carfagna/Kevin Galbraith | 2 díly                             |
| 1999      | Nová Addamsova rodina           | Sam Sedgwick                  | díl: „"Wednesday's Crush“          |
| 1999      | Our Guys: Outrage at Glen Ridge | Berry Bennett                 | TV film                            |
| 1999–2002 | Roswell                         | Michael Guerin                | hlavní role, 61 dílů               |
| 2005–2008 | Kriminálka Miami                | Dan Cooper                    | vedlejší role, 35 dílů             |
| 2008      | Samurai Girl                    | Jake Stanton                  | limitovaný seriál, 6 dílů          |
| 2008–2010 | Sběratelé kostí                 | Jared Booth                   | vedlejší role, 5 dílů              |
| 2010      | Ledové ostří 4: Oheň a led      | James McKinsey                | TV film                            |
| 2010      | Kriminálka New York             | Al Branson                    | díl: „Povídka o zápasníkovi“       |
| 2010      | Ledová smrt                     | Michael Webster               | TV film                            |
| 2011      | Nikdy nelži                     | David Rose                    | TV film                            |
| 2011      | Vánoční polibek                 | Adam Hughes                   | TV film                            |
| 2011-2012 | Nikita                          | Stephen                       | 2 díly                             |
| 2012      | Adopce hrůzy                    | Kevin Anderson                | TV film                            |
| 2013      | Longmire                        | Greg Collette                 | díl: „Carcasses“                   |
| 2014–2017 | Noční směna                     | Dr. Drew Alister              | hlavní role, 45 dílů               |
| 2014      | Dům s tajemstvím                |                               |                                    |
| 2014–2017 | Volejte Saulovi                 | Bauer                         | 2 díly                             |
| 2016–2017 | Real Detective                  | detektiv Mike Ciesinsky       | díl: „Vengeance“                   |
| 2017      | Wynonna Earp                    | Ewan                          | vedlejší role, 4 díly              |
| 2017      | Wrapped Up in Christmas         | Ryan McKee                    | TV film                            |
| 2018      | Tak jde čas                     | Lance Montgomery              | TV film                            |
| 2018      | Entertaining Christmas          |                               | TV film                            |